# Scharringhausen
Scharringhausen is een plaats in de Duitse gemeente Kirchdorf (bei Sulingen), deelstaat Nedersaksen, en telt 426 inwoners (2008).